# Wingendorf (Kirchen)
Wingendorf ist der westlichste Stadtteil und Ortsbezirk der Stadt Kirchen (Sieg) im Landkreis Altenkirchen (Westerwald) im nördlichen Rheinland-Pfalz an der Grenze zu Nordrhein-Westfalen. Bis 1969 war Wingendorf eine eigenständige Gemeinde.

## Geographie
Der Ort Wingendorf liegt inmitten von Waldflächen auf einem Hochplateau über dem Asdorftal.
Zum Ortsbezirk Wingendorf gehören auch der Weiler Äpfelbach, sowie die Wohnplätze Düsternseifen, Fallenbach, Gomperten, Heidenhof, Schloß und Forsthaus Junkernthal, Rosenthal, Scheuernhof, Winnersbach sowie Hof und Forsthaus Würden.

## Geschichte
Wingendorf wird erst 1746 als bestehend erwähnt, ist jedoch sicherlich wesentlich älter. Eine örtliche Adelsfamilie „die von Wingendorf“ (Schreibweise auch Wiingerdorff, Wyngerdorff) findet sich bereits in den Jahren von 1370 bis 1393 in den historischen Aufzeichnungen.
Neben der Landwirtschaft wurde früher auch in Wingendorf – wie fast überall in der Umgebung – Bergbau betrieben. Die wichtigste Erzgrube „Glücksbrunnen“ wurde 1930 geschlossen.
Am 7. Juni 1969 wurde die bis dahin eigenständige Gemeinde Wingendorf mit damals 478 Einwohnern nach Kirchen (Sieg) eingemeindet.

## Politik
Wingendorf ist als ein Ortsbezirk der Stadt Kirchen (Sieg) ausgewiesen und besitzt einen Ortsbeirat und einen ehrenamtlichen Ortsvorsteher.
Der Ortsbeirat besteht aus fünf Beiratsmitgliedern, die bei der Kommunalwahl am 9. Juni 2024 in einer Mehrheitswahl gewählt wurden, und dem ehrenamtlichen Ortsvorsteher als Vorsitzendem.
Ortsvorsteher ist Gerold Wäschenbach (parteilos). Bei der Direktwahl am 26. Mai 2019 konnte er sich mit einem Stimmenanteil von 56,16 % gegen den bisherigen Amtsinhaber Torsten Schmidt (CDU) durchsetzen. Bei der Direktwahl am 9. Juni 2024 wurde er als einziger Bewerber mit 76,7 % für weitere fünf Jahre in seinem Amt bestätigt.
Das Vorhaben, die Ortsbezirke von Wingendorf und Wehbach nach der Kommunalwahl 2019 zu vereinigen, wurde 2018 nach einstimmiger Ablehnung durch die beiden betroffenen Ortsbeiräte vom Stadtrat Kirchen gestoppt.

## Kultur und Sehenswürdigkeiten
Südwestlich des Ortes liegt der Motor- und Segelflugplatz Betzdorf/Kirchen.

## Wirtschaft und Infrastruktur
Von der Landesstraße 279 Friesenhagen – Katzwinkel zweigt bei Wingendorf die Kreisstraße K 94 ab, die in östlicher Richtung zum Nachbarstadtteil Wehbach und zur L 280 führt.

## Persönlichkeiten
- Heinz vom Kreuz Eberlein (1935–1964), römisch-katholischer Ordensmann, Missionar und Märtyrer